# Чарльз, Гай
Гай Чарльз (англ. Gaius Charles, род. 2 мая 1983) — американский актёр, известный по ролям в телесериалах «Огни ночной пятницы» и «Анатомия страсти».

## Жизнь и карьера
Гай Чарльз родился на Манхэттене, Нью-Йорк, и в 2005 году закончил со степенью бакалавра искусств Университет Карнеги — Меллон. Одновременно с обучением он выступал в нескольких мюзиклах, включая Candide, The Wild Party и Spunk.
С 2006 по 2008 год Чарльз снимался в любимом критиками телесериале «Огни ночной пятницы». Также на телевидении он появился в сериалах «Закон и порядок: Специальный корпус», «Морская полиция: Спецотдел» и «Необходимая жестокость», а также сыграл роли второго плана в фильмах «Посланник», «Солт» и «Мальчики-налётчики».
В июле 2012 года Чарльз получил второстепенную роль интерна Шейна Росса в сериале Шонды Раймс «Анатомия страсти». Персонаж Чарльз был одним из пяти новых интернов в девятом сезоне сериала, а роли других сыграли Тина Мажорино, Камилла Ладдингтон, Джеррика Хинтон и Тесса Феррер. После появления почти в каждом из эпизодов сезона, Чарльз, вместе с тремя другими актёрами, был повышен до регулярного состава начиная с десятого сезона. Он был уволен после десятого сезона, наравне с Тессой Феррер.

## Фильмография
| Год       | Название на русском                 | Название на английском            | Роль                           | Примечания                                                              |
| --------- | ----------------------------------- | --------------------------------- | ------------------------------ | ----------------------------------------------------------------------- |
| 2006      |                                     | The Book of Daniel                | Carver                         | Эпизод: «Betrayal»                                                      |
| 2006—2008 | Огни ночной пятницы                 | Friday Night Lights               | Brian «Smash» Williams         | Регулярный состав, 41 эпизод                                            |
| 2007      | Закон и порядок: Специальный корпус | Law & Order: Special Victims Unit | Jadan Odami                    | Эпизод: «Fight»                                                         |
| 2009      | Посланник                           | The Messenger                     | Recruiter Brown                |                                                                         |
| 2009      |                                     | Toe to Toe                        | Kevin                          |                                                                         |
| 2010      | Солт                                | Salt                              | CIA Officer                    |                                                                         |
| 2010      | Мальчики-налётчики                  | Takers                            | Max                            |                                                                         |
| 2011      | Пэн Американ                        | Pan Am                            | Joe                            | Эпизод: «Truth or Dare»                                                 |
| 2012      | Морская полиция: Спецотдел          | NCIS                              | Baltimore Detective Jason King | Эпизод: «Rekindled»                                                     |
| 2012      | Необходимая жестокость              | Necessary Roughness               | Damon Razor / Bryce Abbot      | 4 эпизода                                                               |
| 2012—2014 | Анатомия страсти                    | Grey’s Anatomy                    | Dr. Shane Ross                 | Повторяющияся состав (сезон 9, 22 эпизода) Регулярный состав (сезон 10) |
| 2022      | Элис                                | Alice                             | Джозеф                         |                                                                         |